# Warren P. Mason
Pour les articles homonymes, voir Mason.
Warren Perry Mason, né le 28 septembre 1900 à Colorado Springs (Colorado) et mort le 23 août 1986 à Gainesville (Floride), est un ingénieur électricien  et physicien américain de chez Bell Labs.
Diplômé de l'université Columbia, il a eu une production prolifique, en publiant quatre livres et près d'une centaine de journaux. Il a déposé plus de deux cents brevets, plus que quiconque chez Bell Labs. Ses travaux comprennent l'acoustique, les filtres, les cristaux et la céramique, la science des matériaux, la chimie des polymères, les ultrasons, la liaison aux semi-conducteurs, le frottement interne et la viscoélasticité.
Mason a fondé le domaine des circuits à éléments distribués (en). Il a été le premier à démontrer expérimentalement la viscoélasticité de molécules individuelles. Il a trouvé des preuves expérimentales du couplage entre les électrons et les phonons dans les solides et a effectué des mesures qui ont contribué aux théories de la traînée des phonons et de la supraconductivité. De nombreuses inventions de Mason dans le domaine de l'électronique sont encore largement utilisées par les concepteurs de circuits modernes.

## Biographie
Mason est né le 28 septembre 1900 à Colorado Springs, Colorado, de Kate Sagendorph Mason et d'Edward Luther Mason, directeur d'école et vendeur d'assurances. Sa mère et son père sont tous deux diplômés de l'université du Michigan vers 1890. Son père meurt alors qu'il a quinze ans. Son frère aîné, Edward Sagendorph Mason, est devenu un économiste notable,,.
Mason obtient une licence en génie électrique à l'Université du Kansas en 1921. Il poursuit ensuite ses études à temps partiel à Columbia University, obtenant une maîtrise en 1924 et un doctorat en 1928, tous deux en physique,.
Warren P. Mason épouse Evelyn Stuart McNally en 1929. Diplômée de l'université Rutgers, Evelyn McNally travaillait comme psychologue pour enfants dans des écoles. Ils ont eu une fille, Penelope E. Mason. Evelyn meurt en 1953.
Mason épouse sa seconde épouse, Edith Ewing Aylsworth, enseignante, en 1956. Le couple était passagers lors de la collision aérienne à Carmel en 1965. Leur avion s'est écrasé près de Danbury, dans le Connecticut, où plusieurs personnes sont décédées, dont le pilote qui est remonté dans l'avion en flammes pour tenter de sauver un passager. Edith Aylsworth est décédé en 1985,.

## Carrière
Mason rejoint la Western Electric Company en 1921. En 1925, Bell Telephone Laboratories (Bell Labs) a été séparé de Western Electric en tant que société distincte. Mason a rejoint les Bell Labs et y est resté pendant toute sa carrière. Il a pris sa retraite des Bell Labs en 1965, mais y est resté consultant pendant deux années supplémentaires. Après sa retraite, il a occupé un poste de professeur invité à l'université Columbia et a été ingénieur de recherche à la Henry Krumb School of Mines (en) de Columbia. Mason prend sa retraite de Columbia en 1977,.
Warren Perry Mason est l'un des fondateurs de la Acoustical Society of America (ASA) avec d'autres acousticiens de renom, au Bell headquarters (en) à New York, le 27 décembre 1928.
Mason a été président de l'Acoustical Society of America en 1956. Il a fait partie des trois premiers membres élus à la Society of Engineering Science en 1975 avec Ahmed Cemal Eringen et Harold Liebowitz (en). Mason est décédé le 23 août 1986 à Gainesville.

## Travaux
Les travaux de Mason couvrent un large éventail de domaines. Une grande partie de ses travaux concerne le filtrage, non seulement dans le domaine électrique, mais aussi dans les domaines mécanique et acoustique. D'autres domaines d'étude comprenaient les matériaux piézoélectriques et les céramiques piézoélectriques, les cristaux ferroélectriques, les transducteurs sonores sous-marins, la liaison des métaux aux métaux et aux semi-conducteurs, la physique de l'usure, les jauges de contrainte semi-conductrices, la fatigue des métaux et le frottement interne des solides et des liquides,,.

### Ingénierie des radiofréquences
Mason a travaillé sur les filtres mécaniques, un élément clé du multiplexage par répartition en fréquence dans les systèmes téléphoniques américains à porteuse du type L-carrier (en). Ils peuvent être fabriqués avec des bandes de transition (en) beaucoup plus nettes que celles obtenues avec les filtres LC conventionnels. Mason a inventé un nouveau type de filtre mécanique, le filtre à quartz (en), composé de réseaux en treillis (en) de cristaux, qui est devenu la forme standard de filtrage sur ces systèmes,,. Mason a montré que le efficacité et la largeur de bande des transducteurs acoustiques, tels que ceux utilisés dans les sonars, pouvaient être massivement améliorés grâce à des analogies électro-mécaniques et à l'application de la théorie des réseaux électriques (en), en particulier la théorie du filtrage,.

#### Filtres acoustiques et électriques

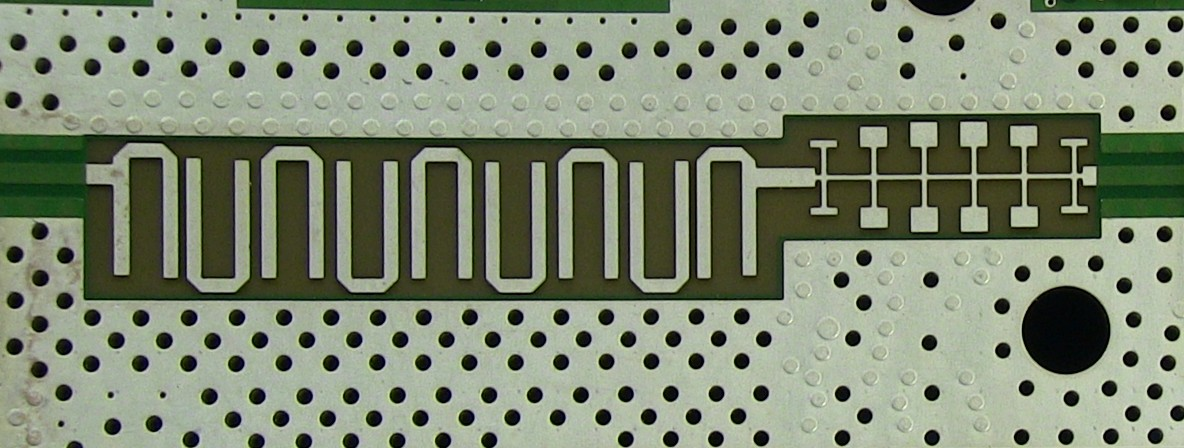
Un circuit moderne à éléments distribués. De tels circuits sont basés sur les principes établis par Mason. Celui-ci est un filtre passe-bande suivi d'un filtre passe-bas.

La thèse de doctorat de Mason, portait sur les filtres acoustiques et les cornets. Dans ce travail, Mason a été le premier à utiliser le modèle à éléments distribués pour décrire les filtres acoustiques. Il a ensuite étendu ce travail aux filtres électriques distribués et aux filtres mécaniques distribués, ce qui fait de lui le fondateur du domaine des circuits à éléments distribués (en).

#### Cristaux piézoélectriques
Mason a dirigé le département de recherche sur les cristaux de 1935 à 1948, qui étudiait les cristaux piézoélectriques. Il a inventé la coupe de quartz GT, dont le coefficient de température de sa fréquence de résonance est proche de zéro. Le cristal est largement utilisé lorsqu'une fréquence précise est requise, par exemple dans les étalons de fréquence et le filtrage. Les autres matériaux étudiés étaient le dihydrogénophosphate d'ammonium, utilisé dans les transducteurs de sonar, le titanate de baryum, un matériau électrostrictif, et le tartrate d'éthylènediamine. Ce dernier matériau a été étudié comme une solution possible à la pénurie de quartz brésilien, car il est soluble dans l'eau et peut donc être cultivé en laboratoire. Cependant, il est devenu inutile une fois que la  cristallogenèse de quartz a été possible,.

### Matériaux et dispositifs
Pendant la Seconde Guerre mondiale, Mason a été chargé de trouver un matériau plus résistant que le néoprène pour fabriquer des dômes de sonar. Il fallait un matériau qui conserve la bonne adéquation du néoprène avec les propriétés de transmission sonique de l'eau de mer, mais dont le module d'élasticité soit des milliers de fois supérieur. Mason a essayé des mélanges à base d'esters de cellulose dont l'odeur était si désagréable qu'il a dû quitter le laboratoire pour se rendre sur un lac voisin afin d'effectuer les tests. Cela l'amena à se plaindre que la chimie des polymères n'était pas une "défense nationale civilisée". D'autres travaux de guerre comprenaient des transducteurs à cristaux pour les sonars et les torpilles, des lignes de retard à cristaux pour les radars et des silencieux pour les armes à feu.
À partir de 1948, Mason dirige le département de recherche en mécanique. Avec Ronald Wick, Mason a inventé le cornet Mason-Wick, un transformateur d'impédance mécanique (en). Il s'agit d'une tige de titanate de baryum solide et exponentiellement effilée, utilisée dans des expériences pour amplifier les vibrations mécaniques. L'une de ces expériences concernait le frottement interne et la fatigue des métaux,.
En ultrasons, Mason a fourni la première démonstration de la viscoélasticité à chaîne unique dans laquelle l'élasticité est due aux chaînes moléculaires individuelles elles-mêmes plutôt qu'à leur enchevêtrement. En 1956, Mason et H. E. Bömmel ont trouvé des preuves expérimentales du couplage électron-phonon dans des échantillons purs de plomb et d'étain. Ces travaux ont permis de mesurer les paramètres de la théorie BCS de la supraconductivité.
En 1964, Mason et T. B. Bateman ont mesuré l'atténuation et les changements de vitesse dans les semi-conducteurs dopés, comme le germanium et le silicium dopés. Ces travaux ont permis de quantifier la théorie de la traînée des phonons dans les semi-conducteurs. Mason a utilisé les ultrasons pour développer sa théorie selon laquelle la friction interne dans les alliages métalliques et les roches était due à des dislocations.

## Personnalité
Mason était connu pour son inventivité et sa volonté d'ignorer les idées reçues. Son nom a conduit ses collègues à le comparer au personnage de fiction Perry Mason. Comme l'avocat fictif, Mason était réputé capable d'extraire des informations à partir de données éparses que d'autres jugeraient insuffisantes pour tirer des conclusions. Mason était connu pour son habitude particulière de faire les cent pas pendant qu'il réfléchissait, ce qu'il faisait apparemment pour ne pas manquer les résultats expérimentaux au fur et à mesure qu'ils se produisaient.

## Récompenses et distinctions
- Membre fondateur, membre, président et médaille d'or (en) de l'Acoustical Society of America[5].
- Distinguished Alumnus Award de l'université du Kansas, 1965[23].
- Prix Beckman de la Instrument Society of America, 1964[10],[23].
- C. B. Sawyer Memorial Award du Frequency Control Symposium, 1966[10].
- IEEE Lamme Medal (en), 1967[10].